# Atractodes pediophilus
Atractodes pediophilus là một loài tò vò trong họ Ichneumonidae.